# کربن تقویت شده با کربن

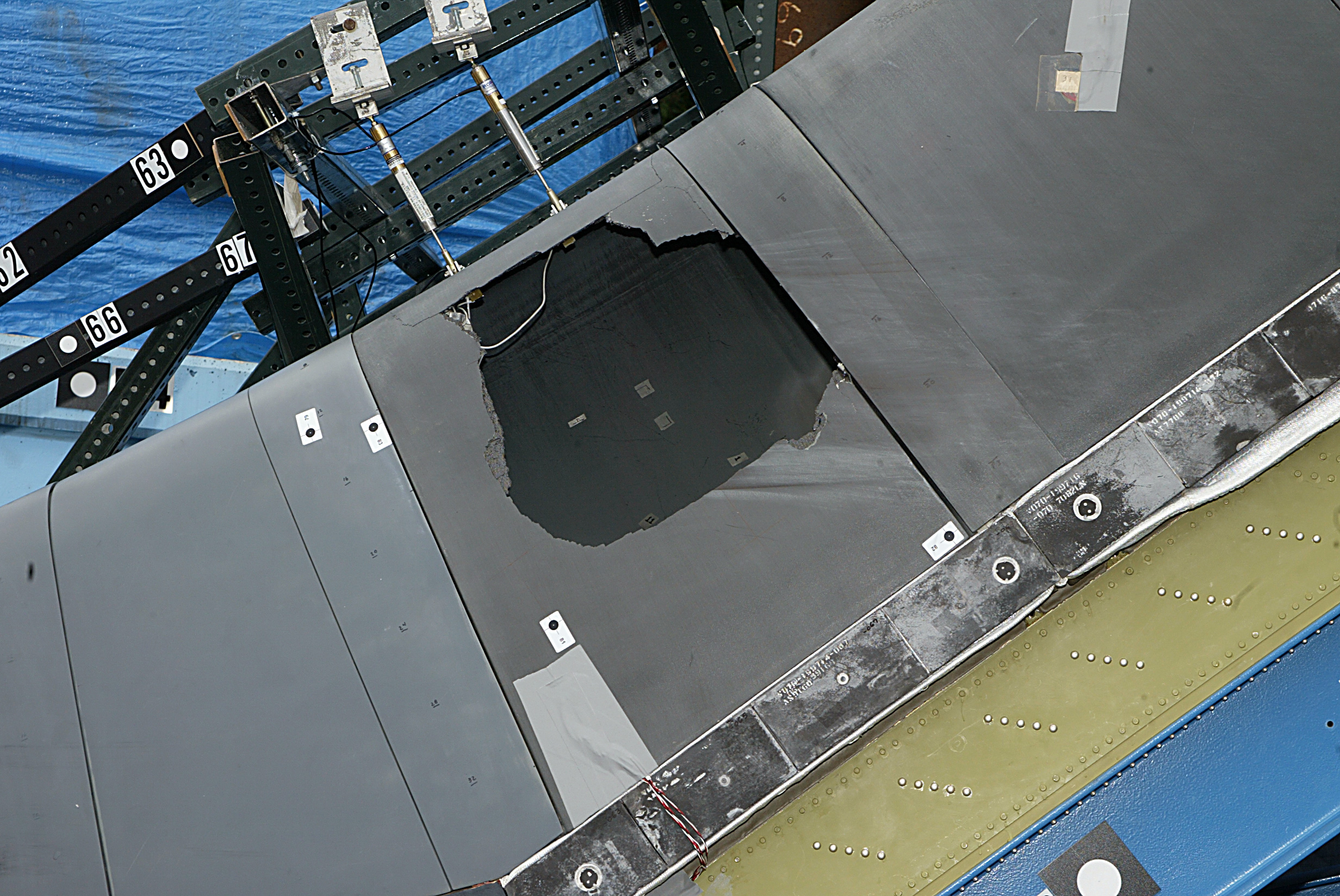
قطعات کربن تقویت شده با کربن شامل صفحه‌ی حذف شده از بال شاتل فضایی آتلانتیس ، نشان می‌دهد که شکنندگی کربن-کربن به علت تاثیر تولید فوم، یک رویداد احتمالی در طول پرتاب نهایی کلمبیا است.

کربن تقویت شده با الیاف کربن  ( CFRC )، کربن-کربن ( C - C ) یا کربن-کربن تقویت شده ( RCC ) یک ماده کامپوزیتی است که شامل فیبرهای کربن تقویت‌کننده در یک ماتریس گرافیتی است . این ماده برای نوک دماغه‌ها در موشک‌های بالستیک بین قارهای طراحی شده است و بیشتر به عنوان ماده‌ای برای نوک دماغه‌ها و لبه ها در شاتل‌های مدار فضایی شناخته شده است. دیسک ترمز کربن-کربن و لنت ترمز از سال ۱۹۷۶ جزء استاندارد سیستم‌های ترمز خودروهای فرمول یک ماشین‌های سرعتی بوده است.
کربن-کربن برای برنامه‌های ساختاری در دماهای بالا یا جایی که در آن نیاز به مقاومت در برابر شوک حرارتی و یا ضریب انبساط حرارتی کم داریم، کابرد دارد. در حالی که از سایر سرامیک ها شکنندگی کمتر دارد، مقاومت آن کم است. شاتل فضایی کلمبیا در طی ورود مجدد به اتمسفر، پس از این که یکی از صفحه‌های کامپوزیت کربن-کربن آن توسط تاثیر یک قطعه از عایق فوم شاتل فضایی مخزن سوخت خارجی شکسته شد، نابود گردید. 

## تولید

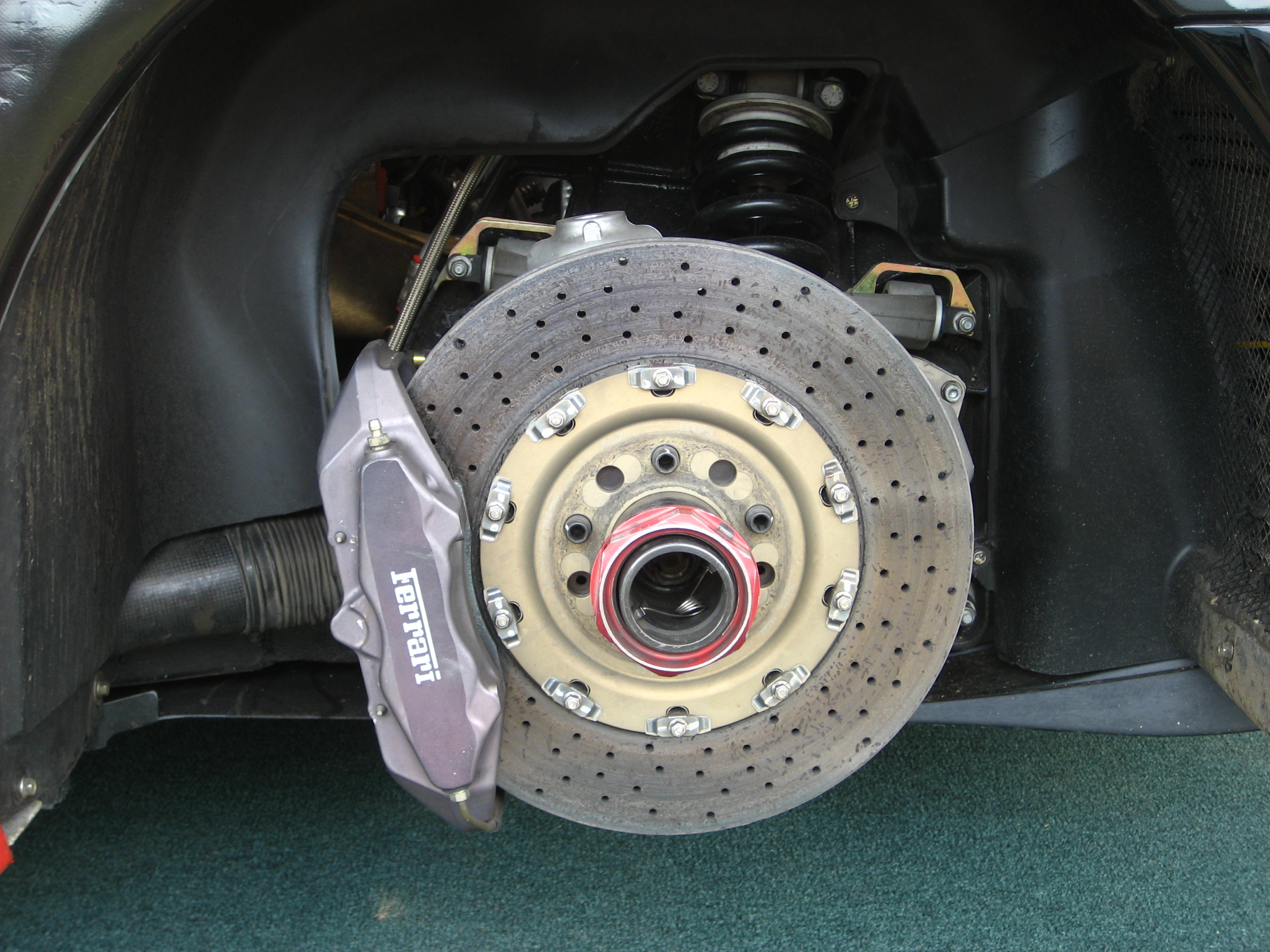
دیسک ترمز این سیستم ترمز خودروی فراری از سیلیسیوم کاربید تقویت شده با الیاف کربن ساخته شده است.

این مواد در سه مرحله ساخته می شوند: 
اول، ماده که با رشته‌های کربنی یا پارچه ای که توسط یک چسب آلی مانند پلاستیک احاطه شده است، در شکل نهایی خود قرار داده می‌شود. اغلب، کک و یا برخی دیگر از کربن‌های متراکم خوب به مخلوط چسب اضافه می‌شود. 
دوم،عملیات حرارتی صورت می‌گیرد، به طوری که پیرولیز، چسب را به کربن نسبتاً خالص تبدیل می‌کند. چسب در فرایند، حجم خود را از دست می‌دهد و حفره‌هایی ایجاد می‌کند. با وجود این که این مشکل را کاهش می‌دهد، اما آن را از بین نمی‌برد. 
سوم، حفره‌ها به تدریج توسط یک گاز تشکیل دهنده‌ی کربن مانند استیلن از طریق مواد در دمای بالا، طی چندین روز پر می‌شوند. همچنین این عملیات حرارتی طولانی سبب می‌شود کربن به حالت کریستالی گرافیت تبدیل شود و این همان دلیل اصلی قیمت بالای این مواد است. صفحه‌ی خاکستری "کربن تقویت شده با کربن (RCC)" در لبه‌های بال شاتل فضایی و نوک دماغه‌ها،هزینه ی ناسا برای ساخت ۱۰۰٬۰۰۰ دلار / فوت مربع است،  گرچه بسیاری از این هزینه‌ها ناشی از هزینه های هندسه‌ی پیشرفته و تحقیقات مرتبط با صفحه‌ها بود. 
کربن-کربن یک ماده سخت است که می تواند در برابر انبساط حرارتی، گرادیان حرارتی و چرخه‌ی حرارتی به شدت مقاوم باشد که این به اینکه چطور داربست الیاف قرار داده شود، کیفیت و چگالی پرکننده‌های ماتریکس وابسته است. 

## ویژگی های مکانیکی
استحکام کربن-کربن با الیاف غیر هم جهت تا ۷۰۰ مگاپاسکال است. مواد کربن-کربن خواص خود را تا بالاتر از ۲۰۰۰ درجه‌ی سانتی گراد حفظ می‌کند. این دما ممکن است با کمک پوشش‌های محافظتی در برابر اکسید شدن افزایش یابد.  ماده دارای چگالی بینg / cm 3 1.6-1.98 است. 

## محصولات مشابه

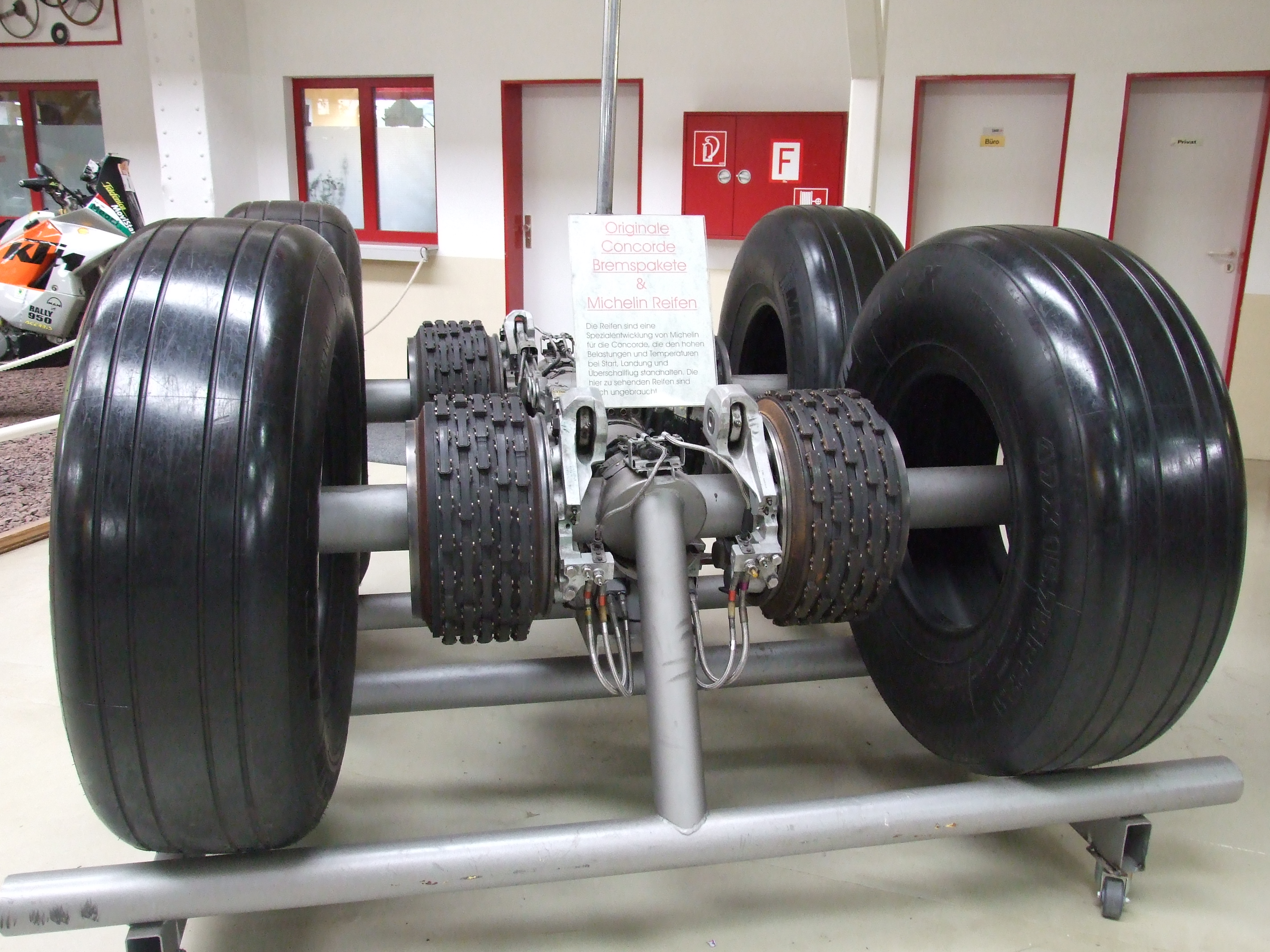
ترمز کربن Dunlop در هواپیمای کنکورد استفاده می شود.

سیلیسیوم کاربید تقویت شده با فیبر کربن ( C / SiC ) این کامپوزیت توسعه یافته‌ی کربن-کربن خالص است و می تواند در برنامه های کاربردی مانند اجزای سیستم ترمز در خودروهای با عملکرد بالا، یعنی دیسک ترمز و لنت ترمز استفاده شود. C / SiC از سیلیسیوم کاربید با فیبر کربن ساخته می‌شود و این ترکیب،نسبت به کربن کربن خالص، دوام بیشتری دارد. با این حال، سنگین تر است و از این رو در مسابقات فرمول یک استفاده نمی‌شود. 
برنامه های کاربردی اولیه مرسدس بنز C215 کوپه F1،  و لوازم استاندارد در بوگاتی ویرون و بعضی از بنتلی های حال حاضر ، فراری ، پورشه ، Corvette ZR1 ، ZO6 و لامبورگینی را شامل می‌شد . آنها همچنین به عنوان "ارتقاء کاربرد" در برخی از ماشین‌های با کیفیت بالای آئودی ، از جمله D3 S8 ، B7 RS4 ، C6 S6 و RS6 ، و R8 ارائه شده است. 
ترمزهای کربنی برای هواپیماهای تجاری در دهه ۱۹۸۰ به طور گسترده ای در دسترس بوده‌اند  که برای اولین بار در حمل و نقل هوایی کنکورد استفاده شده‌اند . 
کامپوزیت غیر سرامیکی کربنی که در خودروهای مسابقه ای با تکنولوژی پیشرفته استفاده می‌شود، کامپوزیت کربوتانیوم کربن تیتانیوم است که در ساخت Huayra Supercarsو Zonda R ساخت شرکت ایتالیایی پاگانی است. 